# Kultura halsztacka

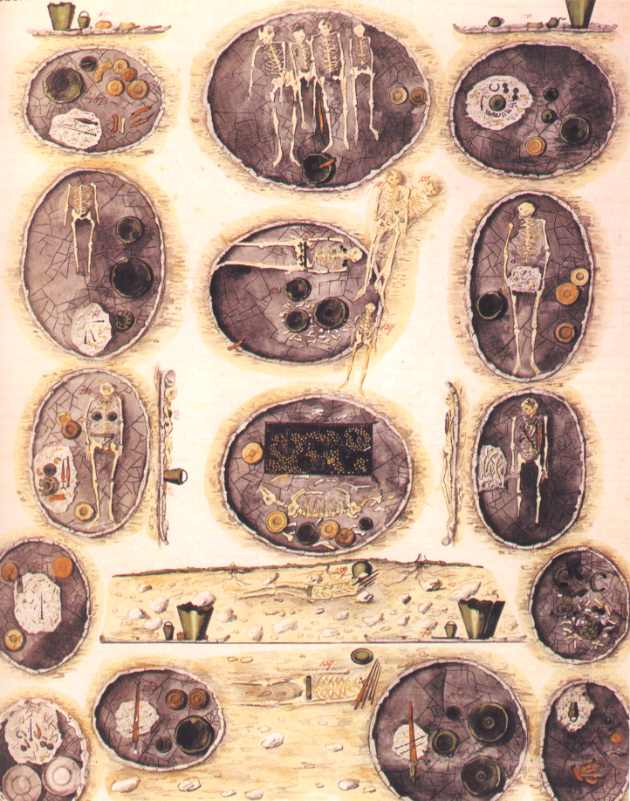
Pochówki kultury halsztackiej

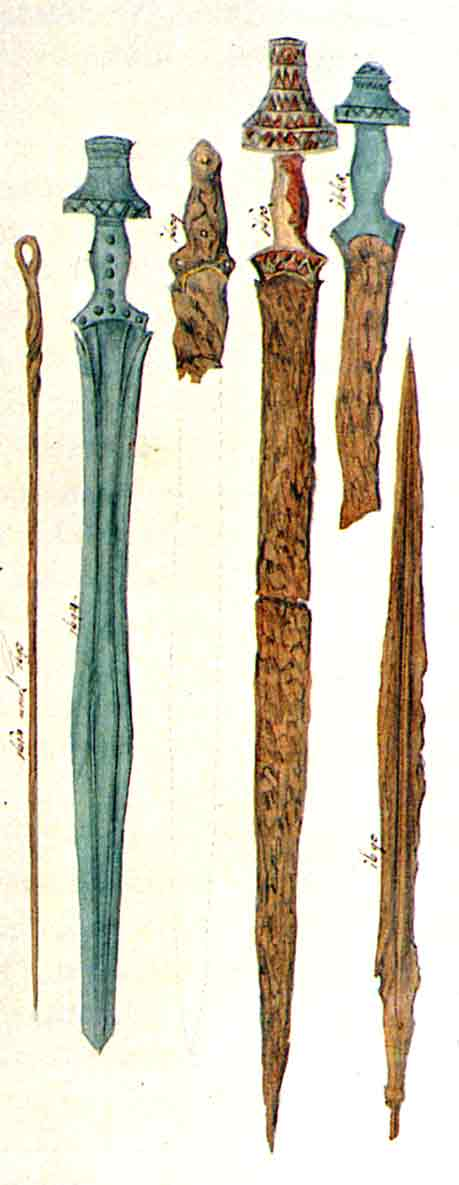
Miecze kultury halsztackiej

Kultura halsztacka – kultura archeologiczna epoki żelaza, rozwijająca się w latach 800-450 p.n.e.

## Chronologia, geneza i zanik
Nazwa pochodzi od eponimicznego stanowiska Hallstatt, leżącego w Alpach Salzburskich, w krainie Salzkammergut, w Austrii, w której w II poł. XIX wieku odkryto wielkie cmentarzysko. Kultura halsztacka występowała w dwóch zespołach:
- zachodniohalsztacka (późniejsza Magna Germania);
- wschodniohalsztacka (iliryjska i tracka).

Zabytki kultury halsztackiej datowane są począwszy od 800 p.n.e. do 450 p.n.e. na zachodnim obszarze występowania oraz 350/300 p.n.e. na Wschodzie. Według systemu chronologicznego Paula Reineckego wyróżnia się halsztat C (HaC do 600 p.n.e.) oraz halsztat D (HaD do 450 p.n.e.).

## Obszar występowania i kontekst kulturowy

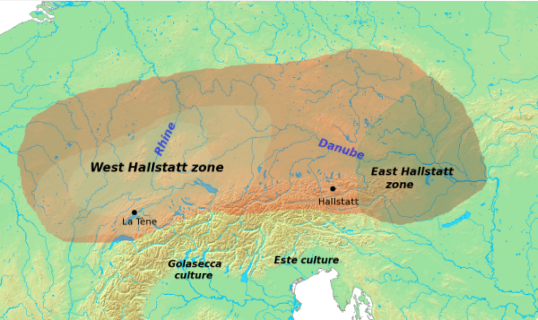
Kultura halsztacka, początkowy podział na grupę zachodnią i wschodnią

Stanowiska kultury zachodniohalsztackiej obejmowały wschodnią Francję, Niemcy i Szwajcarię, a zabytki nawiązywały do kultury pól popielnicowych epoki brązu. Natomiast stanowiska kultury wschodniohalsztackiej obejmowały: Bośnię, Hercegowinę, Siedmiogród, Słowację i wschodnie Alpy. Graniczyły one: od północy ze stanowiskami kultury nordyjskiej, od wschodu łużyckich, urn domkowych, vekerzug, basarabii, od południa ze stanowiskami kultur gollasecca, melaun, este oraz z koloniami greckimi, od zachodu ze stanowiskami katalońskiej kultury pól popielnicowych.

## Charakterystyczne wytwory kulturowe
Ludność tej kultury wytwarzała charakterystyczne naczynia z blachy brązowej – situle, często starannie i bogato dekorowane. Ornament przedstawiał sceny wojenne i ceremonialne, świat kultu, zachowania religijne oraz sceny z życia codziennego.
Charakterystyczne było też garncarstwo. Wytwarzano ceramikę ręcznie, z ornamentem geometrycznym malowanym czarną i brunatną farbą na czerwonym tle. Charakterystyczna była też ceramika o powierzchniach grafitowanych. Były to naczynia duże, dwustożkowate z rozchylonym wylewem i guzami na brzuścu (nawiązania do ceramiki gawskiej).

## Osadnictwo
Występowały silnie ufortyfikowane osiedla, które wyrastały z tradycji wielkich grodów epoki brązu. Osiedla te uważane są przez archeologów za siedziby lokalnych władców. Pełniły również rolę centrów gospodarczo-handlowo-społeczno-religijnych. Gród posiadał potężne kamienno-drewniane mury i wały, a w najwyższej części była potencjalna siedziba władcy oraz świątynia. Przykładem osiedli może być Heuneburg oraz gród w Smolenicach Molpír.

## Obrządek pogrzebowy
Ludność stosowała obrządek birytualny. Nierzadko zdarzało się, iż w jednym grobie mamy do czynienia z kremacją oraz inhumacją. Zmarłych wyposażano w zależności od pozycji społecznej. Pochówki arystokracji miały postać wielkich kurhanów o około 50 m średnicy zawierały południowoeuropejskie przedmioty luksusowe (najsłynniejszy krater z grobu książęcego w Vix, naczynia libacyjne, komplety oporządzenia wojennego, metalową i glinianą zastawę i elementy umeblowania. Najlepszym przykładem grobu arystokracji jest grób w Hochdorf. Skromnie wyposażano wojowników: broń w postaci długich mieczy ze zdobionymi rękojeściami umieszczanymi w pochwach zakończonymi charakterystycznie rozchylonymi „wąsami”, a także włócznie, zapinki, szpile, bransolety, klamry od pasa oraz elementy uździenicy.
Do grobów składano także narzędzia (płaskie siekierki, noże o sierpikowatym ostrzu i sierpy) oraz ceramikę i naczynia brązowe.

## Wierzenia
Wierzenia ilustruje najpewniej ornamentyka ornitomorficzna, uosabiająca wędrówkę pierwiastka duchowego uwolnionego podczas kremacji. 

## Gospodarka i społeczeństwo
Ludność owej kultury trudniła się hodowlą oraz rolnictwem. Specjalizowała się również w eksploatacji, przeróbce i dystrybucji soli (Hallstatt). Obserwujemy wyraźny rozwój produkcji rzemieślniczej oraz obróbki metali. Poświadczone są dalekosiężne kontakty handlowe, co wiąże się z przebieganiem przez tereny halsztackie licznych szlaków handlowych, w tym bursztynowego. Wydarzenia polityczne i gospodarcze (bogacenie się na handlu solą) mogły być przyczyną rozwoju wyższej klasy, czego dowodzą bardzo bogato wyposażone pochówki.